# Archboldomys luzonensis
Archboldomys luzonensis is een knaagdier uit het geslacht Archboldomys dat voorkomt op Mount Isarog in de provincie Camarines Sur in het zuidoosten van het Filipijnse eiland Luzon. Deze kleine, gedrongen muis werd in 1961 ontdekt, maar pas in 1982 formeel beschreven. A. luzonensis is de enige vertegenwoordiger van zijn geslacht in het zuiden van Luzon, maar in de noordelijke bergen van het eiland komen nog twee andere soorten voor (A. kalinga en A. musseri).

## Ontdekkingsgeschiedenis
Het eerste exemplaar van dit dier, FMNH 95122, werd op 24 april 1961 door Dioscoro Rabor gevangen. Het duurde echter nog tot 1982 voordat Guy Musser dit dier beschreef als Archboldomys luzonensis. De soortnaam, luzonensis, betekent in het Latijn "behorend tot Luzon" en verwijst naar Mussers verwachting dat het geslacht ook op andere eilanden in de Filipijnse archipel zou worden gevonden. Deze verwachting is tot nu toe niet uitgekomen, anders dan zijn elders in het artikel geformuleerde gedachte dat A. luzonensis of een nauwe verwant ook in de noordelijke bergen van Luzon voor zou kunnen komen. Gedurende enkele jaren bleef A. luzonensis slechts van het holotype bekend, maar in 1988 werden acht exemplaren gevangen op Mount Isarog en in 1992 werd het materiaal met nog eens zes exemplaren uitgebreid. Op basis hiervan werd in 1993 het karyotype van A. luzonensis beschreven. De beschrijving van de verwante soorten A. musseri en A. kalinga in respectievelijk 1998 en 2006 verduidelijkte de morfologische afgrenzing en de verwantschappen van het dier uit Mount Isarog. Sinds 2005 is A. luzonensis de eerste, en tot nu toe de enige, soort van het geslacht die genetisch is bestudeerd. De nauwste verwanten blijken Rhynchomys en Chrotomys te zijn, en verrassend genoeg niet de morfologisch gelijkende Crunomys.

## Verspreiding en leefgebied
A. luzonensis is met Chrotomys gonzalesi en Rhynchomys isarogensis een van de drie endemische zoogdieren van Mount Isarog. Er zijn exemplaren gevonden op 1350 m, 1700 tot 1800 m en 2000 m hoogte. De populatiedichtheid werd op een bepaalde locatie geschat als 4,5 exemplaren per hectare, waarmee het dier een van de meest algemene soorten was, maar de biomassa van 138 gram per hectare was vrij klein. Naar alle waarschijnlijkheid komt het dier vrij algemeen voor in moswoud, maar is het zeldzaam in bergregenwoud en volledig afwezig op andere plaatsen.

## Beschrijving
| Kenmerk               | Holotype (mannetje) | Mannetjes | Mannetjes | Mannetjes | Vrouwtjes | Vrouwtjes | Vrouwtjes |
| Kenmerk               | Holotype (mannetje) | gem.      | min.-max. | n         | gem.      | min.-max. | n         |
| --------------------- | ------------------- | --------- | --------- | --------- | --------- | --------- | --------- |
| Totale lengte (mm)    | 195                 | 178       | 167-190   | 7         | 176       | 170-180   | 4         |
| Staartlengte (mm)     | 70                  | 72        | 60-80     | 8         | 72        | 67-76     | 5         |
| Achtervoetlengte (mm) | 28                  | 28        | 26-29     | 8         | 27        | 26-29     | 5         |
| Oorlengte (mm)        | 16                  | 16,8      | 16-18     | 8         | 17        | 15-18     | 5         |
| Gewicht (g)           | -                   | 35,3      | 31-41     | 9         | 36,9      | 28,5-46,5 | 5         |

A. luzonensis is een kleine, gedrongen muis met een korte staart, smalle voeten en kleine oren. De dichte, zachte vacht is 8 tot 11 mm lang. De bovenkant van het lichaam is donker kastanjekleurig, de onderkant donkergrijs met geelbruine en zilverkleurige vlekken. De bovenkant en onderkant zijn niet scherp gescheiden, maar verschillen duidelijk. De kleine oren, bedekt met fijne haren, hebben dezelfde kleur als de bovenkant van het lichaam. De snorharen zijn niet erg lang. De voeten zijn bruin, variërend van licht tot donker op de verschillende delen van het orgaan. De voorvoeten zijn klein, de achtervoeten lang en smal. De voorvoeten bevatten lange, gebogen klauwen. De korte staart is aan de bovenkant wat donkerder bruin dan aan de onderkant. De schubben op de staart zijn relatief groot (15 à 16 per centimeter, tegenover minstens 21 bij de andere soorten van het geslacht); net als bij de andere soorten zijn er drie haren per schub.
Het karyotype is onderzocht bij vier exemplaren, drie mannetjes en een vrouwtje en bedraagt 2n=26, FN=43, met vijf metacentrische, drie submetacentrische en vier telocentrische autosomen naast de geslachtschromosomen. Deze geslachtschromosomen waren ongebruikelijk gevormd; beide seksen hadden namelijk twee ongelijke geslachtschromosomen. De mannetjes en het vrouwtje hadden een van de twee geslachtschromosomen gemeen (een groot submetacentrisch chromosoom, dat "X+-chromosoom" genoemd werd). Daarnaast hadden alle dieren een kleiner telocentrisch geslachtschromosoom, maar bij het vrouwtje was dat chromosoom veel groter dan bij de mannetjes. Toen het karyotype voor het eerst onderzocht werd, werd op basis hiervan gedacht dat A. luzonensis een ongebruikelijk systeem voor de bepaling van de sekse gebruikte, maar een betere prepareertechniek (G-banding) liet zien dat het kleine geslachtschromosoom van het vrouwtje veel weg had van de lange arm van het grote geslachtschromosoom. Waarschijnlijk was het vrouwtje, dat overigens fenotypisch normaal en drachtig was toen het gevangen werd, een deel van haar tweede X-chromosoom kwijtgeraakt.
Deze soort verschilt van A. musseri in zijn grotere afmetingen, kortere staart en een aantal kenmerken van de schedel. De schedel van A. luzonensis is namelijk breder, met een langer en breder rostrum. De punten van het os nasale zijn opgekruld, in plaats van recht. De foramina incisiva zijn langer. De kiezen zijn zowel absoluut als relatief groter. Op de eerste kies in de bovenkaak (M1) zijn de knobbels t3 en t9, anders dan bij A. musseri, afwezig. Van de maar iets kleinere A. kalinga kan A. luzonensis worden onderscheiden door de kortere staart, langere achtervoeten, langere en lichtere vacht, langere en minder afgeplatte schedel, het langere en bredere rostrum, de langere en bredere onderkaak en de kortere kiezen.

## Gedrag en ecologie
Alle in 1988 verzamelde exemplaren werden gevangen in vallen met kokosnotenpasta als aas, maar de positie waarin ze in de vallen gevonden werden, suggereert dat ze niet op het aas afkwamen, maar per ongeluk in de val terechtkwamen. Mede hierdoor is het dier moeilijk te vangen: in een onderzoek waarbij een aantal vallen in totaal 4900 nachten werd gebruikt, werden maar acht exemplaren gevangen. In 1992 werden, met relatief meer succes, enkele dieren gevangen in vallen met regenwormen als aas. Het dier is waarschijnlijk alleen overdag actief, aangezien vrijwel alle dieren gevangen zijn bij daglicht. De magen van onderzochte exemplaren bevatten ongewervelden, zoals insecten (zowel larven als volwassen dieren), vlokreeftjes en regenwormen. In gevangenschap nam een exemplaar regenwormen, vliegen, een snuitkever en, hoewel wat minder enthousiast, ook vlees van een rat aan. Het dier weigerde plantaardig materiaal te eten. Waarschijnlijk brengt A. luzonensis een deel van zijn leven gravend door.

## Beschermingsstatus
A. luzonensis heeft voor zover bekend een stabiele populatie, maar is kwetsbaar door zijn kleine verspreiding en wordt bedreigd door houtkap, hoewel Mount Isarog een nationaal park is. Om die reden wordt het dier door de IUCN als "bedreigd" (EN) beschouwd met als criterium C2b (alle exemplaren behoren tot één subpopulatie).